# Canoa/kayak ai Giochi della XXXIII Olimpiade - Slalom C1 femminile
La gara di slalom C1 femminile di Parigi 2024 si è svolta al National Olympic Nautical Stadium of Île-de-France di Vaires-sur-Marne il 29 e 30 luglio 2024.
La gara è stata vinta per la seconda volta consecutiva dall'australiana Jessica Fox.

## Programma
Tutti gli orari seguono il fuso orario giapponese (UTC+9)
| Data                      | Ora   | Round      |
| ------------------------- | ----- | ---------- |
| Mercoledì, 30 luglio 2024 | 15:00 | Batterie   |
| Giovedì, 31 luglio 2024   | 15:30 | Semifinali |
| Giovedì, 31 luglio 2024   | 17:25 | Finale     |

## Risultati
| Pos. | Bib | Canoista            | Nazione     | Preliminari | Preliminari | Preliminari | Preliminari | Preliminari        | Preliminari | Semifinali | Semifinali | Semifinali | Finale    | Finale    | Finale    |
| Pos. | Bib | Canoista            | Nazione     | 1° Ride     | Pen.        | 2° Ride     | Pen.        | Punteggio migliore | Posizione   | Tempo      | Pen.       | Ordine     | Tempo     | Pen.      | Posizione |
| ---- | --- | ------------------- | ----------- | ----------- | ----------- | ----------- | ----------- | ------------------ | ----------- | ---------- | ---------- | ---------- | --------- | --------- | --------- |
|      | 1   | Jessica Fox         | Australia   | 100.05      | 0           | 103.10      | 2           | 100.05             | 2           | 106.08     | 0          | 2          | 101.06    | 2         | 1         |
|      | 3   | Elena Lilik         | Germania    | 107.95      | 4           | 103.29      | 2           | 103.29             | 5           | 113.59     | 0          | 7          | 103.54    | 0         | 2         |
|      | 9   | Evy Leibfarth       | Stati Uniti | 108.82      | 0           | 107.09      | 6           | 107.09             | 11          | 117.58     | 0          | 12         | 109.95    | 2         | 3         |
| 4    | 5   | Zuzana Paňková      | Slovacchia  | 103.27      | 0           | 105.71      | 0           | 103.27             | 4           | 115.59     | 2          | 9          | 111.07    | 0         | 4         |
| 5    | 8   | Ana Sátila          | Brasile     | 109.95      | 2           | 105.16      | 0           | 105.16             | 7           | 109.88     | 2          | 5          | 112.70    | 2         | 5         |
| 6    | 6   | Mònica Dòria        | Andorra     | 101.28      | 0           | 151.68      | 54          | 101.28             | 3           | 106.53     | 0          | 3          | 113.58    | 6         | 6         |
| 7    | 2   | Gabriela Satková    | Rep. Ceca   | 99.44       | 2           | 106.54      | 2           | 99.44              | 1           | 105.55     | 0          | 1          | 114.22    | 2         | 7         |
| 8    | 15  | Alena Marx          | Svizzera    | 109.66      | 2           | 111.10      | 2           | 109.66             | 16          | 117.50     | 2          | 11         | 114.61    | 2         | 8         |
| 9    | 13  | Eva Alina Hočevar   | Slovenia    | 109.57      | 2           | 108.22      | 2           | 108.22             | 12          | 109.22     | 0          | 4          | 115.48    | 0         | 9         |
| 10   | 14  | Miren Lazkano       | Spagna      | 109.49      | 2           | 113.60      | 8           | 109.49             | 15          | 116.27     | 4          | 10         | 116.97    | 6         | 10        |
| 11   | 12  | Viktoriia Us        | Ucraina     | 113.67      | 2           | 106.09      | 2           | 106.09             | 9           | 114.26     | 4          | 8          | 117.98    | 4         | 11        |
| 12   | 4   | Mallory Franklin    | Regno Unito | 104.72      | 2           | 152.41      | 50          | 104.72             | 6           | 111.62     | 6          | 6          | 165.15    | 56        | 12        |
| 13   | 7   | Marjorie Delassus   | Francia     | 108.34      | 4           | 119.22      | 10          | 108.34             | 13          | 118.84     | 6          | 13         | Eliminate | Eliminate | Eliminate |
| 14   | 17  | Viktoria Wolffhardt | Austria     | 114.27      | 2           | 110.39      | 0           | 110.39             | 17          | 120.78     | 0          | 14         | Eliminate | Eliminate | Eliminate |
| 15   | 18  | Huang Juan          | Cina        | 112.88      | 8           | 108.47      | 4           | 108.47             | 14          | 121.64     | 6          | 15         | Eliminate | Eliminate | Eliminate |
| 16   | 16  | Lena Teunissen      | Paesi Bassi | 115.51      | 6           | 105.33      | 0           | 105.33             | 8           | 122.82     | 4          | 16         | Eliminate | Eliminate | Eliminate |
| 17   | 10  | Klaudia Zwolińska   | Polonia     | 106.84      | 2           | 107.89      | 4           | 106.84             | 10          | 123.64     | 6          | 17         | Eliminate | Eliminate | Eliminate |
| 18   | 11  | Marta Bertoncelli   | Italia      | 112.28      | 4           | 110.43      | 4           | 110.43             | 18          | 170.28     | 50         | 18         | Eliminate | Eliminate | Eliminate |
| 19   | 20  | Lois Betteridge     | Canada      | 120.22      | 8           | 115.60      | 6           | 115.60             | 19          | Eliminate  | Eliminate  | Eliminate  | Eliminate | Eliminate | Eliminate |
| 20   | 21  | Haruka Okazaki      | Giappone    | 122.50      | 2           | 130.42      | 8           | 122.50             | 20          | Eliminate  | Eliminate  | Eliminate  | Eliminate | Eliminate | Eliminate |
| 21   | 19  | Michaela Corcoran   | Irlanda     | 129.55      | 10          | 168.08      | 52          | 129.55             | 21          | Eliminate  | Eliminate  | Eliminate  | Eliminate | Eliminate | Eliminate |